# Viscount Cullen

Wappen der Viscounts Cullen

Viscount Cullen, of the County of Tipperary, war ein erblicher britischer Adelstitel in der Peerage of Ireland.
Familiensitz der Viscounts war Rushton Hall in Rushton, Northamptonshire.
Der Titel wurde am 11. August 1642 für Charles Cokayne geschaffen, der 1636 High Sheriff von Northamptonshire war. Zusammen mit der Viscountwürde wurde ihm auch der nachgeordnete Titel eines Baron Cullen verliehen.
Beide Titel erloschen beim Tod seines Urururenkels, des 6. Viscounts, am 11. August 1810.

## Liste der Viscounts Cullen (1642)
- Charles Cokayne, 1. Viscount Cullen (1602–1661)
- Brien Cokayne, 2. Viscount Cullen (1631–1687)
- Charles Cokayne, 3. Viscount Cullen (1658–1688)
- Charles Cokayne, 4. Viscount Cullen (1687–1716)
- Charles Cokayne, 5. Viscount Cullen (1710–1802)
- Borlase Cokayne, 6. Viscount Cullen (1740–1810)